# Neuilly-Plaisance
Neuilly-Plaisance is een gemeente in het Franse departement Seine-Saint-Denis (regio Île-de-France) en telt 18.236 inwoners (1999). De plaats maakt deel uit van het arrondissement Le Raincy.

## Geografie
De oppervlakte van Neuilly-Plaisance bedraagt 3,4 km², de bevolkingsdichtheid is 5363,5 inwoners per km².
De onderstaande kaart toont de ligging van Neuilly-Plaisance met de belangrijkste infrastructuur en aangrenzende gemeenten.

## Demografie
Onderstaande figuur toont het verloop van het inwonertal (bron: INSEE-tellingen).